# 丁克拉格
丁克拉格是德国下萨克森州的一个市镇。总面积72.65平方公里，总人口12912人，其中男性6558人，女性6354人（2011年12月31日），人口密度178人/平方公里。